# Зубейри, Мухаммед Махмуд
Мухаммед Махмуд аз-Зубейри (араб. محمد محمود الزبيري) (1910, Сана — 1 апреля 1965, Северный Йемен) — йеменский поэт, политик, государственный деятель.

## Биография
В конце 1930-х годов создал в Сане легальное общество «Организация доброго совета и порицания плохих дел».
Образование завершил в Египте, куда выехал в 1939 году.
В 1941 году вернулся в Йемен, где занялся проповеднической деятельностью в мечетях, за что был заключён в тюрьму. В 1942 году вышел из тюрьмы и направился в Таиз.
В 1944 году эмигрировал в Аден.
Вернулся в Сану после убийства в 1948 году имама Яхьи, однако вскоре был вынужден эмигрировать в Пакистан.
В 1955—1962 годах вместе с Ахмедом Мухаммедом Нуманом в Каире возглавил бюро «Йеменского союза», созданного «свободными йеменцами».
В 1962 году окончательно вернулся в Йемен, став министром образования.
Во время гражданской войны в Северном Йемене создал «Партию Аллаха» (Хизб Алла), программа которой включала требование создания «исламской республики», а уже к середине 1965 года в Северном Йемене сложился политический блок, выступавший с позиций создания «исламского государства».
Автор проекта временной конституции ЙАР, одобренного Хамерской конференцией (1965).
Был убит недалеко от северной границы ЙАР.

## Память
В Сане именем аз-Зубейри названа одна из улиц.